# Tetartemorion
Il tetartemorion (in greco antico: τεταρτημόριον? tetartēmorion) era una moneta d'argento il cui valore era pari ad 1/4 di obolo. Da tetartē, quarto e morion, parte, frazione.
Il peso ad Atene era di circa 0,15-0,18 grammi.
Era coniata molto raramente, anche perché le misure ridottissime ne rendevano comunque difficoltoso l'uso ed era facile perderla.
Ad Atene recava al dritto la testa elmata di Atena ed al rovescio un crescente.
Altre città avevano altri tipi.